# Южный Гондэр
Южный Гондэр — зона в регионе Амхара, Эфиопия.

## География
Площадь зоны составляет 14 095,19 км².

## Население
По данным Центрального статистического агентства Эфиопии на 2007 год население зоны составляет 2 051 738 человек, из них 1 041 061 мужчина и 1 010 677 женщин. Прирост населения по сравнению с данными переписи 1994 года составил 16,00 %. Плотность населения — 145,56 чел/км². Основная этническая группа — амхара, которая составляет 99,70 % населения; оставшиеся 0,30 % представлены другими народностями. 99,70 % жителей зоны считают родным языком амхарский язык. 96,14 % населения являются приверженцами эфиопской православной церкви и 3,68 % населения исповедуют ислам.
По данным прошлой переписи 1994 года население зоны насчитывало 1 768 732 человека, из них 904 796 мужчин и 863 936 женщин. 99,89 % населения составляли амхара; оставшиеся 0,11 % были представлены другими этническими группами. 99,92 % жителей зоны считали родным языком амхарский; остальные 0,08 % населения назвали другие языки в качестве родного. 95,49 % населения были приверженцами эфиопской православной церкви и 4,36 % населения являлись мусульманами.

## Административное деление
В административном отношении подразделяется на 10 районов (ворэд).